# Kasttjärnsberget
Kasttjärnsberget är ett naturreservat i Hedemora kommun i Dalarnas län.
Området är naturskyddat sedan 2011 och är 139 hektar stort. Reservatet består av Tallskog och granskog och här också finns här lärkträd.